# Rickey Medlocke
Rickey Medlocke (Jacksonville, 17 febbraio 1950) è un polistrumentista e cantante statunitense.
È principalmente noto per essere membro dei Lynyrd Skynyrd dal 1996 e già in precedenza nel biennio 1971-1972. Nel gruppo Rickey è principalmente chitarrista anche se in passato ha anche suonato batteria e mandolino per il gruppo.
Egli, nella sua carriera, ha anche militato come cantante e chitarrista nei Blackfoot dal 1970 al 1996.

## Biografia

### Inizi
Comparve in alcuni concerti dei Lynyrd Skynyrd nel biennio 1971-1972, pur non essendo membro della band, principalmente come batterista ma anche come cantante, chitarrista e mandolinista.
Non apparve in nessun album della band fino al 1977, anno in cui uscì Street Survivors dove Medlocke suona il mandolino nel solo brano "One More Time", tratto da quelle sessions.
L'anno successivo, quando i Lynyrd Skynyrd si erano già sciolti, uscì First and...last, che raccoglieva registrazioni tratte dallo stesso periodo. È considerato un album fondamentale dalla maggior parte dei fan poiché composto unicamente da brani altrove inediti. In quest'album Medlocke compare:
- come batterista in "Preacher's Daughter", "Lend a Helpin' Hand", "Wino";
- come cantante in "White Dove";
- come cantante e batterista in "Comin' Home";
- come cantante, batterista e mandolinista in "The Seasons";
- come coautore in "Preacher's Daughter" (insieme a Ronnie Van Zant) e "Wino" (insieme a Ronnie Van Zant e Allen Collins);
- come unico autore in "White Dove" e "The Seasons".

### Con i Blackfoot
Negli anni '70, Rickey entrerà a far parte dei Blackfoot, progetto che lo vede protagonista alla chitarra elettrica (ma anche alla voce e alla composizione). 
La band divenne celebre agli inizi degli anni '80, coniugando efficacemente hard rock e southern rock. Dalla seconda metà degli anni '80 fino agli inizi dei '90, guidata dal solo Medlocke (accompagnato da musicisti sempre diversi) la formazione ha ammorbidito il suono spostandosi verso un rassicurante AOR, senza peraltro bissare il successo degli esordi.

### Reunion
Dal 1996 è rientrato nei Lynyrd Skynyrd suonando la chitarra elettrica e abbandonando i Blackfoot. Nel 2004 la formazione originale dei Blackfoot si riformerà, ma senza il chitarrista (a causa della sua militanza negli Skynyrds) e proseguirà, registrando anch'essa diversi avvicendamenti, fino al 2011, anno in cui si scioglierà definitivamente.
Tuttavia, l'anno successivo, Medlocke riformerà la band coinvolgendo membri completamente nuovi (tutti peraltro giovanissimi) da lui accuratamente scelti ma senza farne parte egli stesso.
Pertanto, i riformati Blackfoot lo vedono attualmente in veste soltanto di direttore artistico e produttore.

## Discografia

### Con i Lynyrd Skynyrd
- Street Survivors (1977)
- Medlocke compare nel solo brano "One More Ti e", (originariamente registrato nel 1971, alla batteria e ai cori)
- Skynyrd's First and...Last (1978) (contiene registrazioni risalenti al 1970-71)
- Skynyrd's First: The Complete Muscle Shoals Album (1996) (contiene registrazioni risalenti al 1970-71)
- Twenty (1997)
- Lyve from Steel Town (1998)
- Edge of Forever (1999)
- Vicious Cycle (2003)
- Lynyrd Skynyrd Lyve: The Vicious Cycle Tour (2004)
- God & Guns (2009)
- Last of a Dyin' Breed (2012)

### Con i Blackfoot
- No Reservations (1975)
- Flying High (1976)
- Strikes (1979)
- Tomcattin (1980)
- Marauder (1981)
- Highway Song Live (1982)
- Siogo (1983)
- Vertical Smiles (1984)
- Rick Medlocke And Blackfoot (1987)
- Medicine Man (1990)
- After the Reign (1994)
- Live On The King Biscuit Flower Hour (1999)